# Многоколосник крапиволистный
Многоколосник крапиволистный (лат. Agastache urticifolia) — многолетнее травянистое растение полукустарник, рода Многоколосник (Agastache) из семейства Яснотковые (Euphorbiaceae). Произрастает на западе Северной Америки.

## Описание
Многоколосник крапиволистный — многолетнее травянистое растение, полукустарник до 1,5 м высотой. Листья до 8 см в длину и 7 см в ширину. Соцветие представляет собой густой колос из множества цветков. Каждый цветок имеет длинные чашелистики, заканчивающиеся ярко-фиолетовыми и трубчатыми венчиками в оттенках розового и фиолетового. Плод — светло-коричневый, пушистый орешек длиной около 2 мм.

## Ареал и местообитание
Вид произрастает в западной части Северной Америки от Британской Колумбии до Калифорнии и Колорадо. Растёт во многих типах местообитаний. Это ароматное многолетнее растение, растущее на прямостоячем стебле с широко расставленными листьями, каждый из которых имеет форму копья или почти треугольную форму и зубчатую форму.

## Использование
Листья и цветки сушат для приготовления чая. Растение, особенно его листья, использовалось в лечебных целях для лечения ревматизма, расстройства желудка и простуды.

## Галерея

Agastache urticifolia
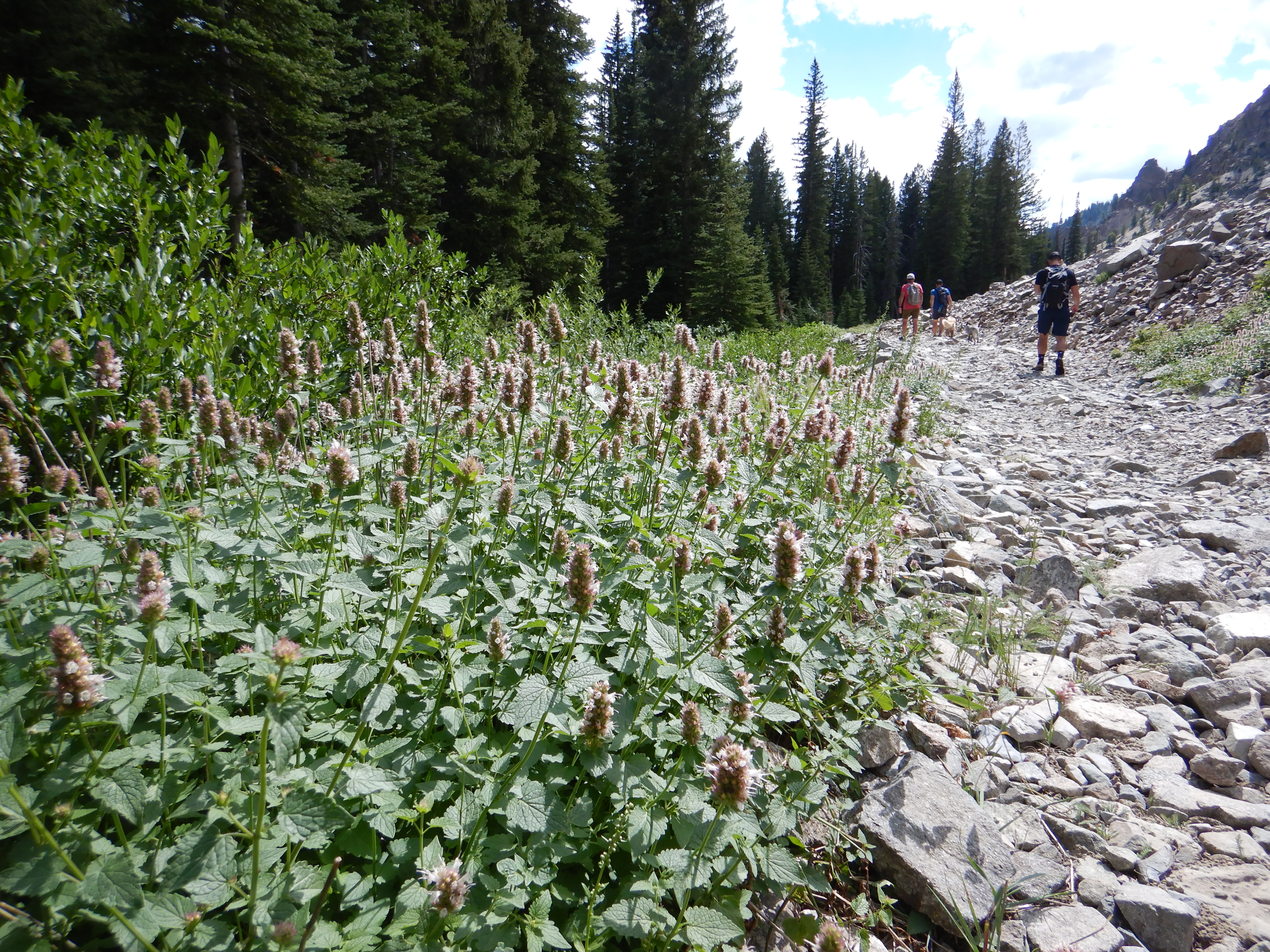
В природе
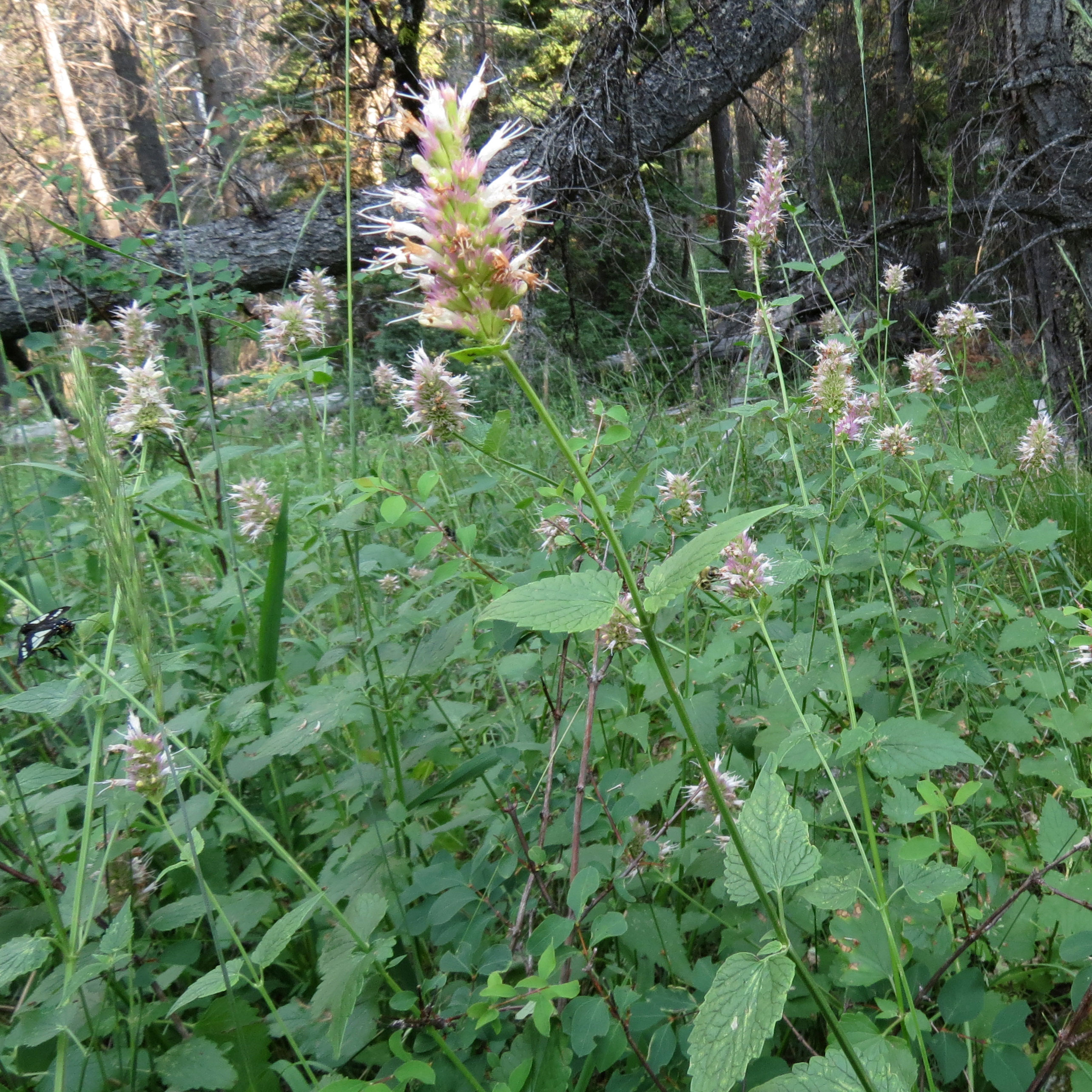
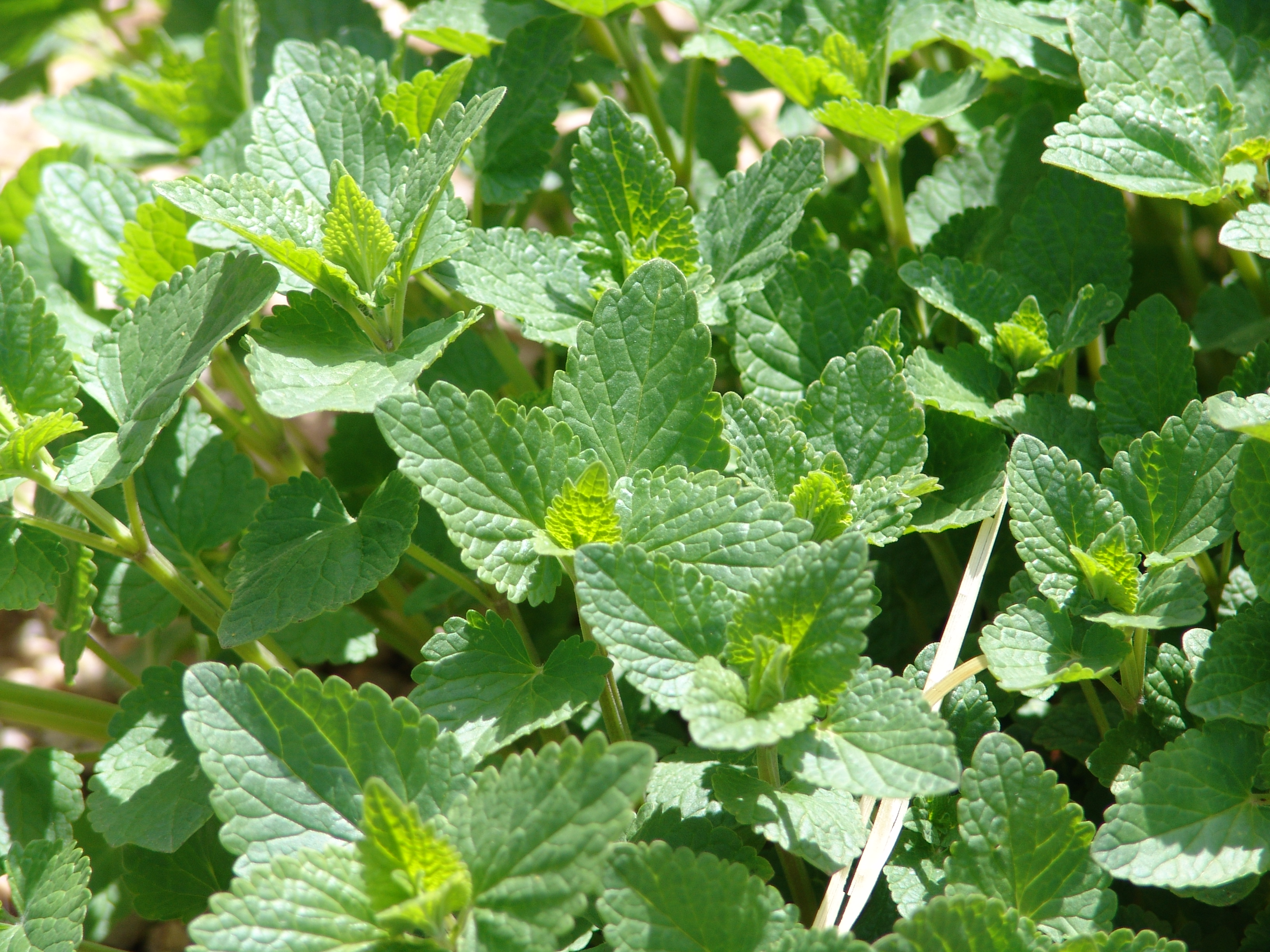
Листва
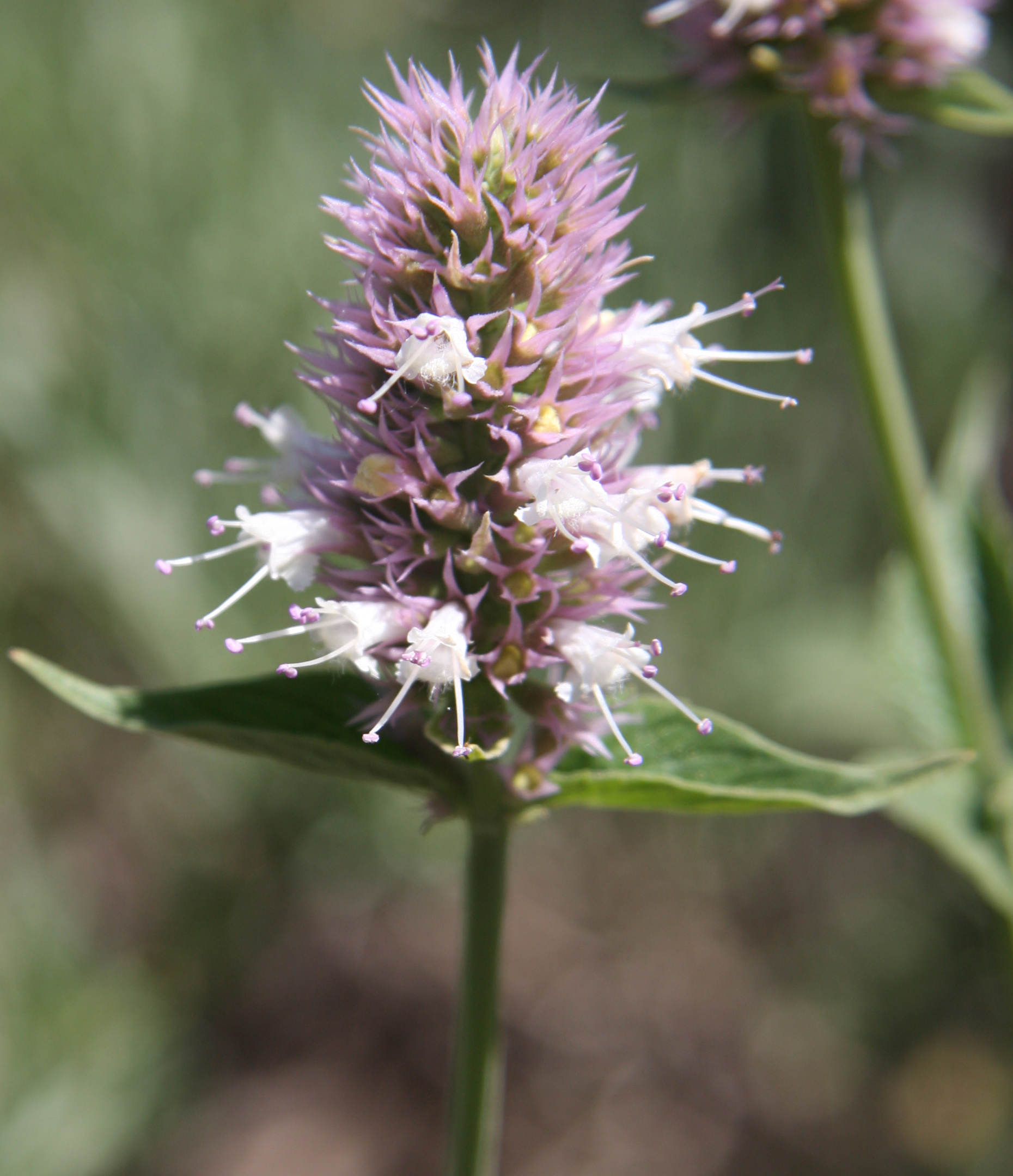
Соцветие
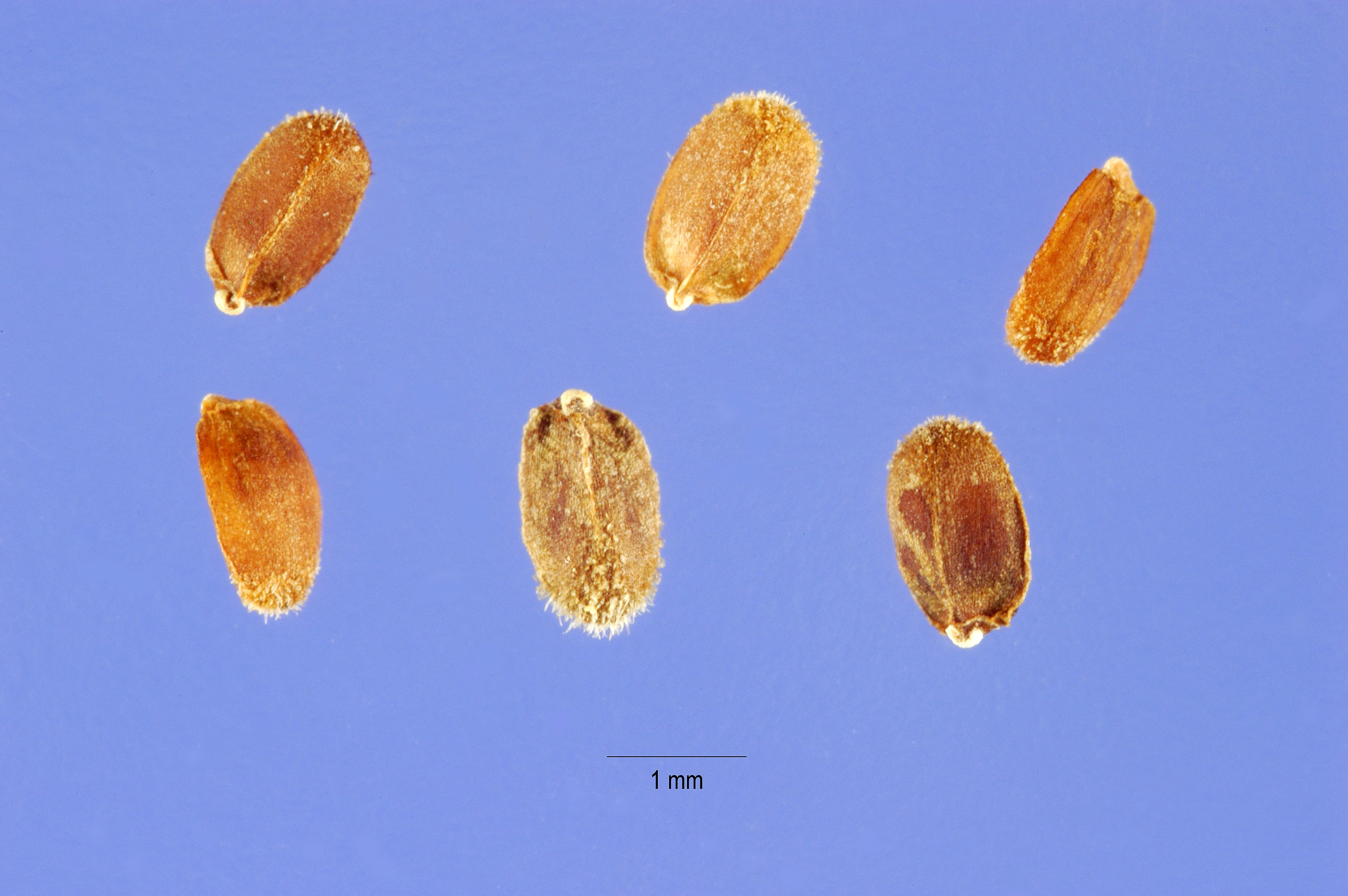
Семена